# Chromagrion conditum
Chromagrion conditum – gatunek ważki z rodziny łątkowatych (Coenagrionidae); jedyny przedstawiciel rodzaju Chromagrion. Występuje w Ameryce Północnej – w południowo-wschodniej Kanadzie i wschodniej połowie USA. Jest szeroko rozprzestrzeniony i pospolity.